# The Punisher (1989)
The Punisher ist ein australischer Film von 1989, der auf einem Marvel Comic namens Punisher basiert. Weitere Verfilmungen stammen aus den Jahren 2004 (The Punisher) und 2008 (Punisher: War Zone), eine Serie (Marvel’s The Punisher) aus den Jahren 2017–2019.

## Handlung
Fünf Jahre nach der Ermordung seiner Familie ist der tot geglaubte Polizeibeamte Frank Castle im Untergrund als der „Punisher“ aktiv. Er lebt in der Kanalisation und führt einen Ein-Mann-Krieg gegen das organisierte Verbrechen; sein einziger Freund ist der obdachlose Alkoholiker Shake. Dieser informiert den Punisher immer wieder über die Aktivitäten der Mafia. Da der Punisher innerhalb von fünf Jahren 125 Verbrecher der italienischen Mafia getötet hat, ist diese sehr geschwächt. Dies ruft die Yakuza, angeführt von Lady Tanaka, auf den Plan. Die japanischen Gangster wollen die amerikanische Unterwelt unter ihre Kontrolle bringen und entführen aus diesem Grund die Mafia-Kinder und verlangen Lösegeld.
Shake überredet den Punisher, die Kinder zu retten, denen unabhängig von der Reaktion ihrer Eltern ein Schicksal in der Sklaverei droht. Ihm gelingt es, die meisten Kinder zu retten, der Sohn des Mafiaoberhaupts Gianni Franco wird jedoch in das Yakuza-Hauptquartier nach New York gebracht. Der Punisher wird von der Polizei verhaftet, von Franco jedoch wieder befreit. Franco zwingt den Punisher, mit ihm zusammen seinen Sohn zu befreien und das japanische Verbrechen daran zu hindern, in Amerika Fuß zu fassen. Sollte dieser sich weigern, würde Franco Franks alten Freund Berkowitz erschießen.
Franco und der Punisher dringen, mit der Hilfe von Shake, in das Hauptquartier der Yakuza ein und töten deren Mitglieder. Im obersten Stockwerk kommt es zum Kampf zwischen Tanakas Tochter und dem Punisher, in dessen Verlauf er ihr das Genick bricht. Währenddessen nimmt Lady Tanaka Francos Sohn als Geisel und zwingt Franco sich selbst zu erschießen. Als Franco gerade dabei ist abzudrücken, springt der Punisher in den Raum und tötet Tanaka mit einem seiner Messer. Als Franco seinen Sohn wieder hat, versucht er, den Punisher umzubringen, wird von diesem aber nach einem Zweikampf erschossen. Als die Polizei erscheint, verschwindet der Punisher und warnt Francos Sohn, nicht in die Fußstapfen seines Vaters zu treten.

## Kritiken
„Äußerst brutaler Actionfilm nach einem amerikanischen Comicstrip, der Spannung mit pausenlosen Tötungsorgien gleichsetzt; ein ebenso blutrünstiges wie langweiliges Machwerk.“

„Ein tot geglaubter Polizist […] rächt inkognito die Ermordung seiner Familie und mäht die bösen Buben in derartigen Mengen nieder, dass jeder den Überblick verliert. Extrem gekürzt, bleibt aber auch extrem öde.“

## Hintergründe
Bei Kosten von 9 Millionen Dollar spielte der Film 30 Millionen Dollar ein.
Der Punisher tritt in diesem Film ohne sein Erkennungszeichen, den Totenschädel auf seiner Brust, auf. Lediglich ein mit einem Totenkopf verziertes Wurfmesser deutet auf das Symbol hin.
Der Film lief in Deutschland zunächst nur in einer geschnittenen FSK 18 Version, welche trotzdem indiziert wurde. Es existiert weiterhin eine noch stärker geschnittene FSK 16 Version, die wiederum frei erhältlich ist. Im Mai 2015 wurde der Film vom Index gestrichen. Eine darauf folgende Neuprüfung der ungeschnittenen Fassung durch die FSK ergab eine Altersfreigabe ab 16 Jahren.

## Weitere Verfilmungen
2004 kam der Film The Punisher mit Thomas Jane und John Travolta in den Hauptrollen in die Kinos. Er spielte in den USA gerade so seine Kosten von 33 Millionen Dollar ein. Weltweit waren es 55 Millionen; inklusive DVD-Verkäufen 115 Millionen Dollar. Der Film erschien ungekürzt auf DVD und Video mit dem JK-Siegel, wurde aber später indiziert. Im Kino lief nur eine gekürzte Fassung. 2008 erfolgte mit Punisher: War Zone eine weitere Verfilmung in der Ray Stevenson die Hauptrolle spielt. Der Film floppte in den USA und erschien in Deutschland direkt als DVD. In der Netflix-Serie Marvel’s Daredevil erschien im Jahr 2016 die Figur des Punishers in der zweiten Staffel. Von 2017 bis 2019 lief eine eigenständige Netflix-Serie unter dem Titel Marvel’s The Punisher. Die Rolle des Punishers übernahm, wie auch bereits in der Daredevil-Serie, Jon Bernthal.